# Joca Marques
Joca Marques är en kommun i Brasilien.   Den ligger i delstaten Piauí, i den nordöstra delen av landet, 1 500 km norr om huvudstaden Brasília. Antalet invånare är 5 100.
Omgivningarna runt Joca Marques är huvudsakligen savann. Runt Joca Marques är det ganska glesbefolkat, med 32 invånare per kvadratkilometer.